# Водонагрівач
Водонагрівач, нагрівальна колонка — пристрій для підігріву води в локальній системі гарячого водопостачання. Невеликі прилади такого типу часто називають «титанами» — за маркою популярного водонагрівача.
Існують водонагрівачі накопичувального (бойлер), проточного типу та комбіновані.

## Проточний водонагрівач

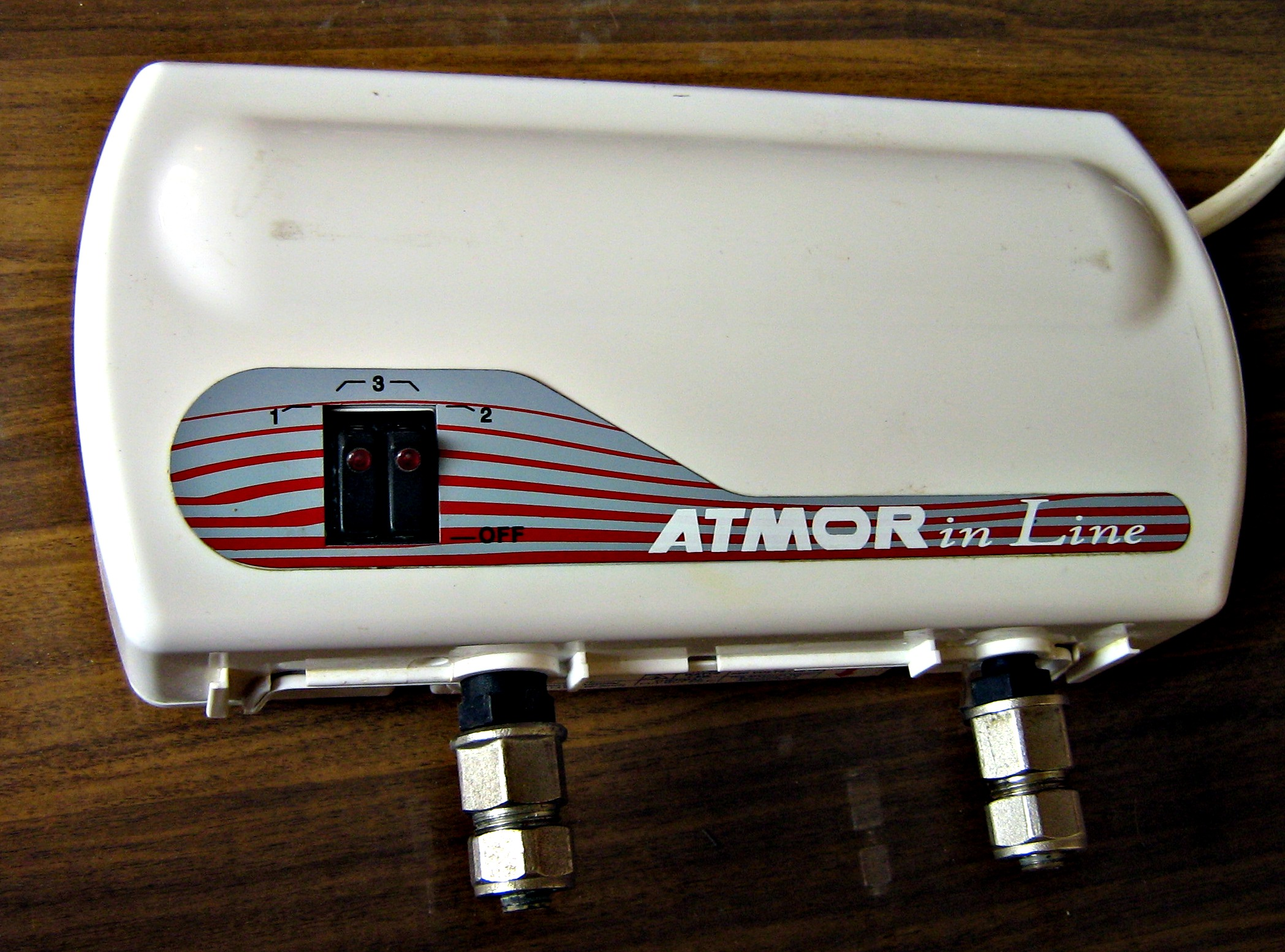
Проточний електроводонагрівач Atmor

У проточних водонагрівачах теплообмінник виготовлений з трубки, всередині якої тече вода.
Як нагрівальні елементи можуть використовуватись ТЕНи (трубчасті електронагрівачі), неізольовані нагрівальні електричні спіралі, газовий пальник, непрямий нагрів (трубка з водою розташована всередині ємності з теплоносієм), сонячне світло (сонячний колектор), піч. Таким чином водонагрівачі можуть бути газовими, електричними та спеціальними.
Проточний водонагрівач з газовим пальником називається газовою колонкою.
Електричні проточні водонагрівачі мають компактні розміри (приблизно як коробка від взуття) та малу масу. Вони зазвичай бувають двох або більше ступенів потужності. Тобто в такому водонагрівачі стоїть два або більше тени з окремими або загальним перемикачем. На кожному ступні температура регулюється потоком води за допомогою водопровідного крана на вході пристрою (більший потік — менша температура і, навпаки, менший потік — більша температура). Температура води на виході залежить від початкової температури води, швидкості або кількості потоку, загальної потужності водонагрівача і кількості включених на даний момент ступенів потужності (перша, друга, третя…), тобто кількості включених тенів (один, два, три і т. д.). Зазвичай загальної потужності електричного водонагрівача 5 кВт вистачає для душу. Насадки для душу з перемикачем режимів роботи також дозволяють скоректувати температуру. При підключенні до електричної мережі потрібно в залежності від потужності нагрівача правильно обрати електричний кабель, місце підключення, наприклад, електричний щиток та автоматичний вимикач. При правильному монтажу після включення нагрівача на повну потужність кабель та електричні з'єднання не повинні нагріватись.
Водонагрівачі, як газовий, так і електричний, мають датчик тиску або потоку води. Якщо тиск або потік води через водонагрівач зменшується нижче порогового рівня — припиняється подача газу або відключаться ТЕНи. Якщо немає централізованого водопостачання або локального водяного насоса, то для роботи проточного водонагрівача потрібно розмістити бак з водою на висоті приблизно 3 метри.

## Дров'яні водонагрівачі

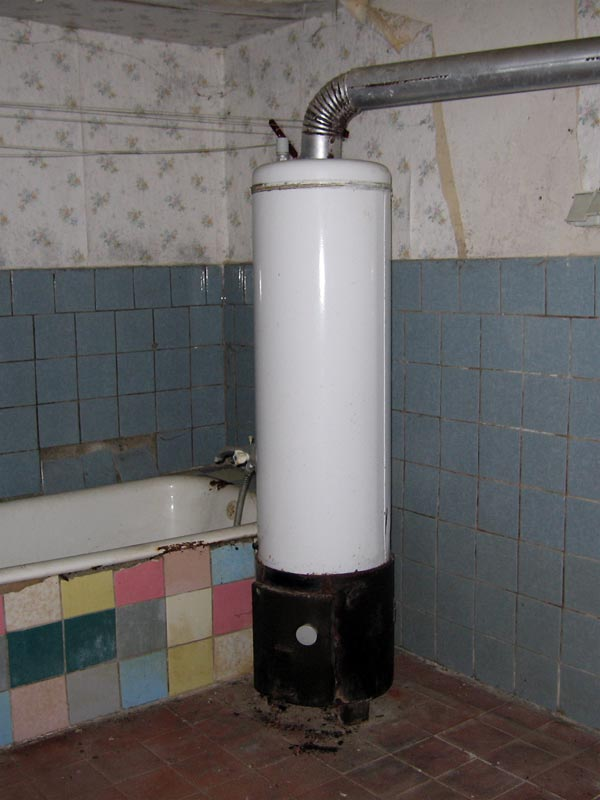
Дров'яний водонагрівач у ванній кімнаті

Конструкція дров'яного водонагрівача дуже проста і майже не зазнала змін за всю історію його існування. Він складається з двох розташованих один над одним відсіків — топки з зольником і водяного бака. У бак наливають воду, у топку закладають дрова. Вода поступає в бак через патрубок у верхній частині, з'єднаний через трійник з трубою холодної води з водопроводу. Інший патрубок, у нижній частині бака, призначений для виходу нагрітої води, він може подавати її або безпосередньо в шланг душу, або в змішувач. Димохід проходить через бак, підвищуючи тим самим ККД водонагрівача.

### Переваги і недоліки дров'яних водонагрівачів
До плюсів дров'яних водонагрівачів належать:
- Простота і надійність конструкції
- Простота в експлуатації
- Можливість використовувати різні види твердого палива (дрова, вугілля, деревні відходи)
- Тривалий термін служби

Але вони мають такі мінуси:
- Воду для рівномірного прогрівання доводиться заливати невеликими порціями
- Тверде паливо, на відміну від палива для газових нагрівачів, не подається автоматично, його мусять закладати вручну
- Необхідність відводу топкових газів через димохід
- Велика вартість твердого палива в деяких районах

## Водонагрівачі на природному газі
Водонагрівачі на природному газі використовують теплоту згоряння палива для нагріву води за допомогою пластинчатого теплообмінника. Подібно до електричних можуть бути проточного та накопичувального типів.

## Сонячні водонагрівачі
Сонячні водонагрівачі використовують сонячне випромінювання для нагріву води.

### Сонячний водонагрівач для басейну
Сонячна система опалення басейну складається з трьох основних елементів: сонячного колектора, насоса з фільтром і регулювального клапана. Механізм дуже простий.
- Холодніша вода з басейну направляється через фільтр в теплообмінник (сонячний колектор).
- Фільтр використовується для запобігання потраплянню сміття в систему.
- У деяких випадках може знадобитися додатковий насос для ефективної роботи системи фільтрації.
- Сучасні системи включають автоматичне регулювання через клапан. Нагрівач працює під час найбільш інтенсивного сонячного потоку. Якщо датчик визначає, на сонячний колектор попадає достатньо енергії, рідина-теплоносій циркулює через труби, нагріваючи воду в басейні. Якщо сонячний колектор прохолодний, циркуляція припиняється.

Сонячний колектор найчастіше розташований на даху, із дотриманням базових стандартів проектування. Дах повинен мати невеликий нахил (не більше 30 градусів); зворотний трубопровід повинен бути розташований вище, ніж труби водопостачання; і всі шланги повинні поступово підніматися так, щоб під час роботи вони витісняли повітря. На скатних дахах колектор не повинен відхилятися від напрямку на південь більш ніж на 45°. Дахи з ухилами, спрямованими на схід або захід, також придатні для установки, але в таких випадках повинна бути збільшена площа колектору.
Утримання сонячних систем нагрівання басейну досить просте. Все, що потрібно — це очищення фільтрів і підготовка системи до зимового сезону. Необхідно зливати воду з системи, якщо вона не заповнена незамерзаючою рідиною. Сонячні системи з антифризом не потребують сезонного обслуговування, оскільки теплоносій стійкий до низьких температур. Обладнання для сонячного опалення басейну працює не менше 20 років з гарантійним терміном 5-10 років.

## Водонагрівачі непрямого нагріву
Бойлер непрямого нагріву — являє собою пристрій для нагрівання води за допомогою відбору тепла з системи опалення і є частиною системи гарячого водопостачання.

### Принцип работи
Внутрішня частина бойлера зазвичай сталева або пластикова, а сама ємність для нагріву води виготовлена з ізолюючого матеріалу. Усередині бака перебуває теплообмінник з латуні або сталі, по якому проходить теплоносій з котла опалення. Зазвичай його виготовляють у формі змійовика, щоб забезпечити максимально швидкий і ефективний нагрів бака. Для захисту від корозії використовують магнієвий анод. Щоб убезпечити бак від підвищення тиску, всередині бойлера встановлюють термостат і запобіжний клапан. Зовнішній корпус бака зазвичай виконується в дизайнерському стилі виробника. Сьогодні на ринку можна зустріти і інші моделі бойлерів з непрямим нагріванням — водонагрівачі «бак в баку» або бойлери з декількома теплообмінниками.